# Senato del Delaware
Il Senato del Delaware è la camera alta dell'Assemblea generale del Delaware. Essa si riunisce, insieme al Camera dei rappresentanti, nel Campidoglio dello Stato del Delaware. 
È composto da 21 senatori, ognuno eletto per un mandato di quattro anni, tranne in caso di elezioni suppletive. Non vi è limite al numero dei mandati che ogni senatore può svolgere.
Per consentire il ciclo di modifica dei collegi elettorali sul territorio, che avviene ogni dieci anni, il periodo di funzione di diversi senatori è stabilito in modo tale che dieci senatori siano eletti per mandati di due anni alla prima elezione che segue la modifica dei collegi, seguiti da due mandati di quattro anni, mentre undici senatori sono eletti alla prima elezione dopo la riassegnazione dei collegi per due mandati di quattro anni, seguiti da un mandato di due.
Come altre camere alte della nazione e come il Senato federale, il Senato può confermare o licenziare le nomine effettuate dal governatore.

## Elezione
I senatori devono essere cittadini statunitensi, al momento dell'elezione devono aver vissuto in Delaware per almeno tre anni e devono essere residenti del rispettivo distretto da almeno un anno. Inoltre, l'età minima per essere eletti è 27 anni.

## Leadership
Il vice governatore del Delaware funge da presidente del Senato, ma vota solamente in caso di parità. In sua assenza, il presidente pro tempore presiede il Senato; il presidente pro tempore viene eletto dal caucus del partito di maggioranza, e deve essere confermato dall'intero Senato con una risoluzione apposita. Il presidente pro tempore corrisponde alla più alta posizione all'interno del Senato, e gli altri leader della camera alta vengono eletti dai rispettivi caucus di partito.